# Willy Boly
Willy Boly (Melun, 3 februari 1991) is een Frans-Ivoriaans voetballer die doorgaans als centrale verdediger speelt. Hij verruilde Wolverhampton Wanders in augustus 2022 voor Nottingham Forest. Hij maakte in 2020 zijn debuut als international voor het Ivoriaans voetbalelftal.

## Clubcarrière

### AJ Auxerre
Boly speelde in de jeugd bij Rosny-sous-Bois, CFF Paris, INF Clairefontaine en AJ Auxerre. In februari 2011 ondertekende hij een driejarig profcontract bij AJ Auxerre. Op 16 april 2011 debuteerde hij in het eerste team van de club, tegen Toulouse. Hij maakte op 24 april 2011 zijn eerste profdoelpunt, tegen RC Lens. Boly speelde vier seizoenen voor AJ Auxerre, maar degradeerde in zijn laatste seizoen uit de Ligue 1. Hij speelde daarna nog één wedstrijd in de Ligue 2, maar vertrok toen. Hij kwam in totaal 115 wedstrijden voor AJ Auxerre en kwam daarin tot vijf goals en één assist.

### SC Braga
Boly tekende in augustus 2014 bij SC Braga, dat hem transfervrij kon overnemen van Auxerre. Hij kwam in zijn eerste seizoen in Portugal vooral tot wedstrijden in het B-elftal van Braga, dat op het tweede niveau van Portugal uitkwam. Wel maakte hij op 14 januari 2015 in de beker tegen Académica Coimbra zijn debuut voor het eerste elftal. 
Een seizoen later was hij wel basisspeler in het eerste en kwam hij tot 40 wedstrijden in alle competities. Hij debuteerde op 30 augustus in de competitie tegen Boavista, waarin hij direct een assist gaf. In zijn tweede wedstrijd ontving hij een directe rode kaart. Op 17 september maakte hij tegen Slovan Liberec zijn debuut in de Europa League. In een poule met verder Olympique Marseille en FC Groningen werd Braga eerste. Op 17 januari 2016 scoorde Boly tegen CD Nacional zijn eerste doelpunt voor Braga. Op 22 mei viel Boly in tijdens de finale van de Taca de Portugal, waarin FC Porto na strafschoppen verslagen werd. In de Europa League werd Braga in de kwartfinale uitgeschakeld door Sjachtar Donetsk.

### FC Porto
Op 31 augustus 2016 tekende Boly voor vijf seizoenen bij FC Porto. Hij maakte op 18 september tegen CD Tondela zijn debuut voor de club, maar zou slechts acht wedstrijden spelen voor Porto, waaronder een wedstrijd in de achtste finale van de Champions League tegen Juventus, die met 1-0 verloren ging.

### Wolverhampton
Op 8 juli 2017 vertrok Boly op huurbasis naar Championship-club Wolverhampton Wanderers. Daar werd hij herenigd met zijn oude trainer Nuno Espirito Santo. Hij maakte in de openingswedstrijd van het nieuwe seizoen zijn debuut voor de club tegen Middlesbrough, dat met 1-0 verslagen. Zijn eerste doelpunt scoorde hij op 31 oktober in een 2-0 overwinning op Norwich City.
Na 37 wedstrijden en promotie naar de Premier League, nam Wolves Boly definitief over van Porto. Hij maakte op 11 augustus in een 2-2 gelijkspel tegen Everton zijn Premier League-debuut. Twee weken later scoorde hij in een 1-1 gelijkspel tegen Manchester City op controversiële wijze zijn eerste Premier League-doelpunt: Hij kopte de bal namens via zijn onderarm in de goal. Zijn eerste Premier League-seizoen was een succes, met vier goals in 36 wedstrijden en het bereiken van de zevende en daarmee Europees voetbal.
Zo kon het dat hij op 19 september uitgerekend tegen zijn oude club Braga zijn debuut maakte voor Wolverhampton in een Europees hoofdtoernooi. In de volgende wedstrijd tegen Beşiktaş scoorde hij zijn eerste doelpunt in de Europa League. Uiteindelijk geraakte Wolverhampton tot de kwartfinale, waarin Sevilla te sterk was. Door drie verschillende blessures kwam hij gedurende het seizoen 2019/20 tot 'slechts' 23 wedstrijden in alle competities. In zijn laatste seizoen bij Wolves was hij vierde keus geworden achter Conor Coady, Romain Saïss en Max Kilman, waardoor hij elf keer speelde in een heel seizoen. Hij speelde in totaliteit vijf seizoenen bij Wolverhampton Wanderers en kwam daarin tot 147 wedstrijden, negen goals en vier assists.

### Nottingham Forest
Op 1 september 2022 tekende Boly voor twee seizoenen bij Nottingham Forest. Dat betaalde 2,6 miljoen euro om de verdediger los te weken bij Wolverhampton. Op 16 september maakte hij tegen Fulham zijn debuut voor de club. Op 11 januari 2023 was hij in de kwartfinale van de EFL Cup tegen zijn oude werkgever Wolverhampton goed voor zijn eerste doelpunt voor Nottingham Forest, dat na strafschoppen won. Hij viel in die wedstrijd wel uit met een hamstringblessure waardoor hij het overgrote deel van de rest van het seizoen moest missen. 
Boly begon het seizoen 2023/24 als basisspeler en speelde het grootste deel van de eerste seizoenshelft. Op 23 december pakte hij tegen AFC Bournemouth tweemaal geel, waardoor hij een wedstrijd geschorst moest toekijken. Vervolgens, in januari 2024, miste hij vijf wedstrijden door zijn deelname aan de Africa Cup, waarna hij door blessures de rest van het seizoen nog maar mondjesmaats aan spelen toekwam. Hij speelde 36 wedstrijden in twee seizoenen bij Nottingham, maar desondanks verlengde Nottingham op 5 juni 2024 het contract van Boly met één seizoen. 

## Statistieken
| Seizoen         | Club                    | Competitie      | Competitie | Competitie | Beker | Beker | Internationaal | Internationaal | Totaal | Totaal |
| Seizoen         | Club                    | Competitie      | Wed.       | Dlp.       | Wed.  | Dlp.  | Wed.           | Dlp.           | Wed.   | Dlp.   |
| --------------- | ----------------------- | --------------- | ---------- | ---------- | ----- | ----- | -------------- | -------------- | ------ | ------ |
| 2010/11         | AJ Auxerre              | Ligue 1         | 8          | 0          | 0     | 0     | –              | –              | 8      | 1      |
| 2011/12         | AJ Auxerre              | Ligue 1         | 33         | 1          | 4     | 0     | –              | –              | 37     | 1      |
| 2012/13         | AJ Auxerre              | Ligue 1         | 25         | 1          | 3     | 0     | –              | –              | 28     | 1      |
| 2013/14         | AJ Auxerre              | Ligue 1         | 30         | 0          | 9     | 2     | –              | –              | 39     | 2      |
| 2014/15         | AJ Auxerre              | Ligue 2         | 1          | 0          | 2     | 0     | –              | –              | 3      | 0      |
| 2014/15         | SC Braga B              | Liga Portugal 2 | 16         | 1          | 0     | 0     | –              | –              | 16     | 1      |
| 2014/15         | SC Braga                | Primeira Liga   | 0          | 0          | 1     | 0     | –              | –              | 1      | 0      |
| 2015/16         | SC Braga                | Primeira Liga   | 22         | 2          | 6     | 0     | 12             | 0              | 40     | 2      |
| 2016/17         | SC Braga                | Primeira Liga   | 3          | 0          | 1     | 0     | –              | –              | 4      | 0      |
| 2016/17         | FC Porto                | Primeira Liga   | 4          | 0          | 3     | 0     | 1              | 0              | 8      | 0      |
| 2017/18         | Wolverhampton Wanderers | Championship    | 36         | 3          | 1     | 0     | –              | –              | 37     | 3      |
| 2018/19         | Wolverhampton Wanderers | Premier League  | 36         | 4          | 5     | 0     | –              | –              | 41     | 4      |
| 2019/20         | Wolverhampton Wanderers | Premier League  | 22         | 0          | 0     | 0     | 13             | 1              | 35     | 1      |
| 2020/21         | Wolverhampton Wanderers | Premier League  | 21         | 1          | 2     | 0     | –              | –              | 23     | 1      |
| 2021/22         | Wolverhampton Wanderers | Premier League  | 10         | 0          | 1     | 0     | –              | –              | 11     | 0      |
| 2022/23         | Nottingham Forest       | Premier League  | 11         | 0          | 4     | 1     | –              | –              | 15     | 1      |
| 2023/24         | Nottingham Forest       | Premier League  | 20         | 2          | 1     | 0     | –              | –              | 21     | 2      |
| 2024/25         | Nottingham Forest       | Premier League  | 4          | 0          | 1     | 0     | –              | –              | 5      | 0      |
| Carrière totaal | Carrière totaal         | Carrière totaal | 302        | 15         | 44    | 3     | 26             | 1              | 372    | 19     |

Laatste aanpassing op 5 januari 2025.

## Interlandcarrière
Boly is geboren in Frankrijk, maar heeft Ivoriaanse ouders. Hij speelde voor de nationale elftallen van Frankrijk onder 16, onder 17, onder 19 en onder 20. Op 12 november 2020 maakte Boly zijn debuut voor het Ivoriaans voetbalelftal in een Africa Cup-kwalificatiewedstrijd tegen Madagascar. Op 30 maart 2021 scoorde hij tegen Ethiopië zijn eerste interlanddoelpunt. Hij miste de Africa Cups van 2022 en 2023, maar was er in januari 2024 toen Ivoorkust de Africa Cup won. Hij speelde in vier wedstrijden mee, maar miste de finale. 

## Erelijst
| Competitie              | Aantal | Jaren   |
| Braga                   | Braga  | Braga   |
| ----------------------- | ------ | ------- |
| Beker van Portugal      | 1x     | 2015/16 |
| Wolverhampton Wanderers |        |         |
| Kampioen Championship   | 1x     | 2017/18 |
| Ivoorkust               |        |         |
| Africa Cup              | 1x     | 2024    |

4 Morato ·
5 Murillo ·
6 Sangaré ·
7 Williams ·
8 Anderson ·
9 Awoniyi ·
10 Gibbs-White ·
11 Wood ·
12 Omobamidele ·
14 Hudson-Odoi ·
15 Toffolo ·
16 Domínguez ·
17 Moreira ·
18 Ward-Prowse ·
19 Moreno ·
21 Silva ·
21 Elanga ·
22 Yates  ·
24 Sosa ·
25 Dennis ·
26 Sels ·
28 Danilo ·
30 Boly ·
31 Milenković ·
32 O'Brien ·
33 Miguel ·
34 Aina ·
Coach: Nuno
· Assistent-coach: Reid